# Reyrieux
Reyrieux település Franciaországban, Ain megyében. Lakosainak száma 5228 fő (2022. január 1.). Reyrieux Civrieux, Misérieux, Parcieux, Rancé, Saint-Didier-de-Formans, Sainte-Euphémie, Saint-Jean-de-Thurigneux, Toussieux, Trévoux és Quincieux községekkel határos.

## Népesség
A település népessége az elmúlt években az alábbi módon változott:
| Lakosok száma | 1262 | 2380 | 3057 | 3955 | 4420 | 4544 | 4797 | 4984 | 5050 | 5228 |
|               | 1968 | 1982 | 1990 | 2006 | 2013 | 2015 | 2017 | 2019 | 2020 | 2022 |